# Неделишће
Неделишће је градић и средиште општине у Међимурју, Хрватска.
До нове територијалне организације у Хрватској, подручје Неделишћа припадало је великој предратној општини Чаковец. Данас је Неделишће општина у саставу Међимурске жупаније.

## Становништво
На попису становништва 2011. године, општина Неделишће је имала 11.975 становника, од чега у самом Неделишћу 4.320.

## Попис1991.
На попису становништва 1991. године, насељено место Неделишће је имало 4.535 становника, следећег националног састава:
| Попис 1991.‍   | Попис 1991.‍  | Попис 1991.‍ | Попис 1991.‍ | Попис 1991.‍ |
| ------------- | ------------ | ----------- | ----------- | ----------- |
|               |              |             |             |             |
| Хрвати        | Хрвати       |             | 4.394       | 96,89%      |
| Словенци      | Словенци     |             | 20          | 0,44%       |
| Југословени   | Југословени  |             | 18          | 0,39%       |
| Срби          | Срби         |             | 16          | 0,35%       |
| Муслимани     | Муслимани    |             | 4           | 0,08%       |
| Албанци       | Албанци      |             | 3           | 0,06%       |
| Мађари        | Мађари       |             | 2           | 0,04%       |
| Италијани     | Италијани    |             | 1           | 0,02%       |
| Македонци     | Македонци    |             | 1           | 0,02%       |
| Немци         | Немци        |             | 1           | 0,02%       |
| остали        | остали       |             | 2           | 0,04%       |
| неопредељени  | неопредељени |             | 47          | 1,03%       |
| регион. опр.  | регион. опр. |             | 5           | 0,11%       |
| непознато     | непознато    |             | 21          | 0,46%       |
| укупно: 4.535 |              |             |             |             |